# 吉崩岗拉康
吉崩岗拉康（藏語：རྗེ་འབུམ་སྒང་ལྷ་ཁང，威利转写：rje 'bum sgang lha khang，Jebun-gang Lha-khang），位于西藏自治区拉萨市城关区小昭寺路大门2号院，是一座藏传佛教格鲁派女尼的寺廟。

## 简介
18世纪初，此处曾兴建一座五层楼高的佛塔，佛塔内装藏有宗喀巴塑像十万尊。19世纪，佛塔遭拆除，塔内装藏的塑像均供奉于街道中央兴建的一条很长的玛尼墙上，在佛塔废墟上则新建一座三层楼高的寺院，寺内供奉一尊二层楼高的强巴佛泥塑像，四周供奉宗喀巴泥塑像约十万尊。此即吉崩岗拉康和黄色的玛尼墙。
据吉崩岗居委会党支部书记边巴2009年说，“吉崩岗”（藏語：རྗེ་འབུམ་སྒང་，威利转写：rje 'bum sgang）的名称便由此而来，藏语“吉”（藏語：རྗེ་，威利转写：rje）为“吉宗喀巴”（藏语音译）的简称，“崩”（藏語：འབུམ，威利转写：'bum）意为“十万”，“吉崩岗”意思是“供奉十万宗喀巴大师塑像的土岗”。吉崩岗拉康位于如今的小昭寺路大门2号院内，2009年时仍为城关区粮食局的仓库。后来该寺开放，由女尼管理。